# Rik Smits (journalist)
Rik Smits (Den Haag, 1953) is een Nederlandse taalkundige, non-fictieschrijver, wetenschapsjournalist en redacteur.
Smits studeerde Engelse taal- en letterkunde in Amsterdam en Nijmegen, en Algemene Taalwetenschap aan de Universiteit van Amsterdam, waar hij daarna ook als onderzoeker ging werken. Na een verblijf op MIT en een promotie in Tilburg in 1989 ruilde hij de onderzoekswereld in voor het schrijven over zijn vakgebied voor een breed publiek – onder meer voor het populair wetenschappelijk maandblad KIJK en NRC Handelsblad. In 1989 leidde dat tot een eerste boek, samen met zijn toenmalige partner Liesbeth Koenen: Peptalk, de Engelse Woordenschat van het Nederlands. 

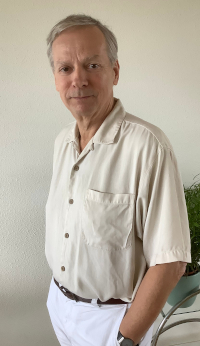
Rik Smits

De taalkunde had hem al vroeg in contact gebracht met de ontluikende computerwereld en met die van de psycho- en neurolinguistiek en lateraliteit, de kenmerkende asymmetriën van het menselijk lichaam. In 1993 verscheen zijn boek De linkshandige picador: feiten en fabels over links- en rechtshandigheid. Daarin ontvouwde hij een gedurfde theorie over oorzaken en voortbestaan van linkshandigheid, gebaseerd op tweelingvorming. De Picador werd genomineerd voor de KIJK-Wetenschapsweekprijs, verscheen ook in het Duits en groeide later uit tot Het Raadsel van Linkshandigheid, dat werd vertaald in het Engels en Italiaans. In 1997 volgde een culinaire uitstap in de vorm van La carte, Tafelwoordenboek voor de Franse keuken.
In 2009 verscheen Dageraad, hoe taal de mens maakte, over het ontstaan van menselijke taal. Dat gebeurde veel korter geleden, beargumenteert Smits op basis van het indirecte bewijs dat archeologie en paleontologie opleveren, dan algemeen wordt gedacht. Dageraad werd vertaald in het Hongaars en in 2010 bekroond met de LOT-prijs voor beste publieksboek over een taalkundig onderwerp. In uitgebreide en geactualiseerde vorm verscheen Dageraad in 2011 in het Engels als Dawn, the Origins of Language and the Modern Human Mind.  
Ondertussen publiceerde Smits tal van artikelen, columns, interviews en essays over de hiervoor genoemde onderwerpen, maar ook over Amerika, het Europese project en andere politieke en maatschappelijke kwesties voor bladen uiteenlopend van De Volkskrant, HP en Vrij Nederland tot Amnesty’s Wordt Vervolgd en Onze Taal, en een enkele keer voor de New York Times of The Scientist. In juli 2022 verscheen in Londen The Art of Verbal Warfare, dat gaat over bijzondere vormen van menselijke communicatie als vloeken, schelden en intimidatie, maar ook over de rol van magie in ons denken, over humor, zang, satire en propaganda.     
Van 2008 tot 2016 was Smits hoofdredacteur van het kwartaalblad De Republikein, tijdschrift voor modern burgerschap. Daaruit kwam in het jubileumjaar 2013, toen Nederland als monarchie twee eeuwen bestond, een uitstap voort naar de historie, het boek Rebellen: een dwarse geschiedenis van ruim 200 jaar Nederland. Daarin laat hij zien hoe Nederland zich ontwikkelde tot wat het nu is, aan de hand van vijftien figuren die niet alleen vonden dat het roer om moest, maar daar ten goede of ten kwade ook echt wat aan deden, van Joan Derk van der Capellen tot den Pol via Daendels, Thorbecke, Aletta Jacobs en Mussert tot aan Pim Fortuyn.

## Boeken en boekbijdragen
- BINK, hoe het basisinkomen voor iedereen veel oplost en ook betaalbaar is; Walburg Pers, in voorbereiding.

- The Art of Verbal Warfare; Reaktion Books, verschijnt juli 2022.
- Dawn: The Origins of Language and the Modern Human Mind; Transaction, New Jersey, 2016.
- Rebellen, een dwarse geschiedenis van ruim 200 jaar Nederland; Nieuw Amsterdam, 2013.
- Het raadsel van linkshandigheid; Nieuw Amsterdam, 2010. Vertaald in het Engels (The Puzzle of Left-handedness, Reaktion Books/Chicago University Press 2011), Italiaans (l’Enigma della mano sinistra, Odoya).
- Dageraad, hoe taal de mens maakte; Nieuw Amsterdam, 2009. Vertaald in het Hongaars (Nyelvek hajnala, Nyitott könyvmühely 2010).
- Handboek Nederlands; Bijleveld, 2004 (met Liesbeth Koenen).
- E-mail etiquette; Podium 2000 (met Liesbeth Koenen).
- La Carte, tafelwoordenboek voor de Franse keuken; Atlas, 1997 / Podium 2002.
- De keuken van Argus: achter de schermen van de journalistiek; Atlas, 1996 (bijdragen en samenstelling, met Liesbeth Koenen en Mans Kuipers)
- Basishandleiding Nederlands; Bijleveld 1995 (met Liesbeth Koenen).
- De linkshandige Picador; Nijgh & van Ditmar, 1993. Vertaald in het Duits (Alles mit der linken Hand, Rowohlt 1994, Linkshänder, Albatros 2002)
- Cultureel woordenboek; Anthos, 1992 /2003 – hoofdstuk Taal (met Liesbeth Koenen).
- Verschillende boeken over computerprogramma’s als PC Tools en Microsoft Word tussen 1990 en 1997 (GW-boeken en uitg. Pim Oets).
- Peptalk & Pumps; Thomas Rap, 1989 (met Liesbeth Koenen). Heruitgegeven als Peptalk, de Engelse woordenschat van het Nederlands , Nijgh en van Ditmar 1990.
- Eurogrammar 1: the Relative and Cleft Constructions of the Germanic and Romance Languages;  Foris, 1989 (dissertatie).
- Externe links
- Riksmits.com recente artikelen
- Het Linkshandig Universum (in verbouwing)